# MTRNR2L10
MTRNR2L10 (англ. MT-RNR2-like 10) – білок, який кодується однойменним геном, розташованим у людей на короткому плечі X-хромосоми. Довжина поліпептидного ланцюга білка становить 24 амінокислот, а молекулярна маса — 2 806.
| MTTRGFSCLL |  | LLIREIDLSA |  | KRRI |

A: Аланін

C: Цистеїн

D: Аспарагінова кислота

E: Глутамінова кислота

F: Фенілаланін

G: Гліцин

I: Ізолейцин

K: Лізин

L: Лейцин

M: Метіонін

R: Аргінін

S: Серин

Локалізований у цитоплазмі.
Також секретований назовні.